# Christopher Rankin
Christopher Rankin, född 1788 i Pennsylvania, död 1826 i Washington, D.C., var en amerikansk politiker. Han var ledamot av USA:s representanthus från 1819 fram till sin död.
Rankin efterträdde 1819 George Poindexter som kongressledamot. År 1826 avled han i ämbetet och efterträddes av William Haile.
Rankin County har uppkallats efter Christopher Rankin.